# Ypsilon2 Centauri
Ypsilon2 Centauri ( υ2 Centauri, förkortat Ypsilon2 Cen, υ2 Cen) som är stjärnans Bayerbeteckning, är en dubbelstjärna belägen i den östra delen av stjärnbilden Kentauren. Den har en kombinerad skenbar magnitud på 4,33 och är synlig för blotta ögat där ljusföroreningar ej förekommer. Baserat på parallaxmätning inom Hipparcosuppdraget på ca 2,6 mas, beräknas den befinna sig på ett avstånd på ca 1 300 ljusår (ca 400 parsek) från solen.

## Egenskaper
Primärstjärnan Ypsilon2 Centauri A är en gulvit ljusstark jättestjärna av spektralklass F7 II/III. Den har en massa som är ca 6,9 gånger större än solens massa och utsänder från dess fotosfär ca 3 920 gånger mera energi än solen vid en effektiv temperatur på ca 6 500 K.
Ypsilon2 Centauri är en enkelsidig spektroskopisk dubbelstjärna med en omloppsperiod på 207,357 dygn och en excentricitet på 0,55. I förhållande till sina grannar har den en egenrörelse på 39,2 +8,8
-15,2 km/s, vilket gör att den kan utgöra en flyktstjärna.